# 대한민국의 여성

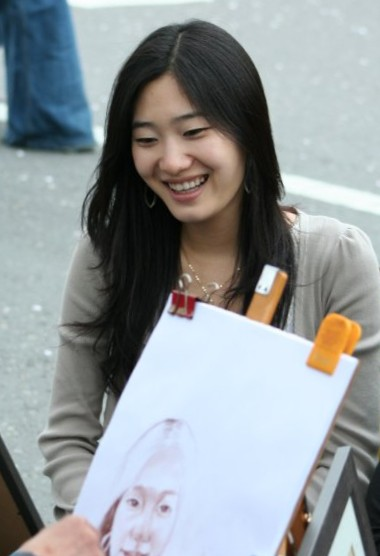

한국 여성들은 최근 수십 년 동안 과거 유교 문화가 깊이 뿌리내렸던 시기와 비교하여 사회적 변화에 따른 큰 발전을 경험해왔다. 1960년대 후반 이후 도시화, 산업화, 군사 권위주의, 민주화 개혁, 사회적 자유화 등의 과정을 거치며 대한민국의 경제는 크게 성장하였다. 이에 따라 성 역할과 성 정체성 또한 현대화에 대응하여 변화하였다. 현재 한국 여성의 절반 이상이 경제활동에 참여하고 있다.
대한민국의 정치 체계에서 여성 정치인의 수는 남성에 비해 여전히 적지만, 최근 들어 여성의 정치 참여는 과거보다 활발해지고 있다. 예를 들어, 과거에는 국회 299석 중 여성 의원이 20명에 불과하여 전체의 10%도 되지 않았다. 그러나 2020년 총선 이후 여성 국회의원 수는 57명으로 증가하여 전체의 19.1%를 차지하였고, 이는 OECD 평균(31%)의 절반 수준을 조금 넘는 수치이자, 한국 역사상 여성 국회의원이 가장 많은 기록이다.
2023년, 한국은 포용성, 정의, 안전에 대한 13개 지표를 바탕으로 평가된 여성·평화·안보 지수(Women, Peace and Security Index)에서 177개국 중 30위를 차지하였다. 또한 같은 해, 인간개발지수(HDI)에서는 193개국 중 20위, 성불평등지수(GII)에서는 172개국 중 12위를 기록하며 아시아 국가 중 두 번째로 성 불평등이 적은 나라로 평가되었다. 반면, 세계 성별차 보고서(Global Gender Gap Report)에서는 2022년 기준 146개국 중 99위를 차지하며 상대적으로 낮은 순위를 기록하였다.
농촌 지역에서는 여성 대부분이 농업과 같은 1차 산업에 종사하고 있으며, 다양한 교육 및 고용 기회에 대한 접근은 제한적이다. 2019년 농림축산식품부의 조사에 따르면, 응답자의 81%가 여성 농업인의 사회적 지위가 남성보다 낮다고 인식하고 있는 것으로 나타났다. 이는 여성 농업인이 전체 농업인의 절반 이상을 차지하고 있음에도 불구하고 나타난 결과이다.
교육, 건강, 법적 권리 측면에서 한국 여성의 지위는 사회적으로 남성과 동등한 수준까지 상승하였다. 그러나 정치 및 경제 영역에서는 여전히 상당한 차별과 편견이 존재한다. 한국 여성은 여전히 고정된 성 역할에 따른 성별 고정관념에 직면해 있다. 예를 들어, 여성은 가정에 머물러야 한다는 인식, 정치·경제적 참여에서의 낮은 영향력, 사회운동 내 제한된 발언권 등의 고정관념이 있다.

## 역사
전통적인 한국 사회에서 여성은 고등 교육이나 정규 교육을 받지 못한 채 순종하도록 교육되었으며, 그 역할은 가정 내에 한정되어 주부이자 훌륭한 어머니로서의 역할을 수행하는 것이었다. 여성의 주요 의무는 가정 내에서 불필요한 갈등을 피하고 조화를 유지하는 것이었다. 결혼한 여성은 남편의 집안에서 시부모를 포함한 가족 전체를 돌보며 살아야 했으며, 아들을 낳는 것이 기대되었다. 자녀가 딸일 경우 여성은 비난을 받았고, 아들이 딸보다 우선시되는 이와 같은 생각은 ‘남아선호사상’이라고 불린다. 이 사상은 성별 선택 및 선택적 낙태(sex-selective abortion)로 이어졌다.
아들을 선호하는 관념은 전통적인 한국 사회의 가족생활에 깊은 영향을 미쳤다. 아들의 존재가 중요시되었기 때문에 여성의 사회적 지위는 아들을 낳을 수 있는 능력과 그 수에 따라 크게 좌우되었다. 아들을 낳지 못하면 여성은 존중받지 못했고, 이러한 경우 남편이 첩을 들이는 행위도 정당화되었다.
여성은 사회에서 수동적인 역할을 수행하고 남편을 지원하는 존재로 기대되었다.
여성의 지위 향상은 19세기 후반과 20세기 초에 처음 나타났다. 이 시기 많은 서구 기독교 선교사들이 한국에 들어와 근대적 학교를 설립하였다. 이들 중 일부는 여성에게 문학, 예술, 종교 등 다양한 분야를 교육하기 위해 설립된 학교였다. 그 이전까지 대부분의 한국 여성은 교육을 받을 기회조차 없었다. 이러한 교육의 결과로 여성들은 다른 여성들을 가르치며 정치 운동에도 참여할 수 있게 되었다. 한국 여성 운동은 1890년대에 찬양회의 설립으로 시작되었으며, 이후 여성 교육과 성별 분리 철폐 및 차별 관행 폐지를 중심으로 한 여러 단체들이 설립되었다.
일제강점기 동안(1910~1945) 최대 20만 명에 달하는 한국 여성들이 일본군 위안부로 강제 동원되어 군 위안소에서 성노예로 일했다. 제2차 세계대전 종전까지 한국은 일본의 식민지 지배하에 있었다. 이 시기 여성들은 일제에 저항하는 독립운동에 참여하기도 했다. 1910년 조선이 일본의 식민지가 되면서 여성 단체들은 일본에 의해 해산되었고, 이에 따라 많은 여성들이 지하 저항조직에 참여하게 되었다. 대표적인 단체로는 여성애국동지회(여성애국동지회)와 대한애국부인회가 있다. 이러한 변화는 한국 사회에서 여성의 역할이 점차 변화하는 계기가 되었다.
일제강점기로부터 독립한 후, 대한민국은 자유 민주주의 국가로 수립되었으며, 여성은 헌법상 권리를 보장받게 되었다. 여성 교육을 위한 학교들이 다수 설립되었고, 이들 학교에서 교육을 받은 여성들은 예술, 교육, 기타 경제 활동에 참여하기 시작하였다. 이들은 또한 성평등에 관한 논의에 다른 여성들을 참여시키는 역할도 하였다. 전문 직종에서 여성의 비율은 꾸준히 증가하였으며, 이는 특히 국내총생산(GDP) 증가 측면에서 사회에 중요한 기여를 하게 되었다.
경제 활동에서 여성의 역할이 확대되면서, 교육 수준도 크게 향상되었고 이는 전문직 진출 기회를 더욱 넓히는 결과로 이어졌다. 오늘날 한국 여성은 높은 수준의 교육을 받고 있으며 다양한 산업과 분야에서 활발히 활동하고 있다. 1973년, 한국의 여러 여성 단체는 1957년 제정된 차별적 가족법의 개정을 요구하며 가족법 개정을 위한 범여성사회를 결성하였다. 이 운동은 20세기 후반 내내 여성운동의 주요 과제로 이어졌으며, 마침내 1991년 가족법의 대대적인 개정으로 결실을 맺게 되었다.
2013년 대한민국 최초의 여성 대통령인 박근혜가 당선된 이후, 여성의 사회·경제적 참여는 더욱 확대되고 다양화될 것으로 기대되었다. 이는 박근혜 대통령이 "여성 혁명"을 약속하며 보육 지원 확대, 승진 기회 증가, 임금 평등 보장 등의 정책을 공약한 데에서 비롯되었다. 박근혜는 여성의 권익을 위한 추가 정책들도 공언하였으나, 이러한 정책들이 모두 실현된 것은 아니었다.

## 법적 권리
여성차별철폐협약(CEDAW)은 여성에 대한 차별을 권리의 평등과 인간의 존엄성에 대한 문제로 규정하고 있다. 국가의 정치적·사회적 원칙이 성에 대한 존중의 원칙을 침해하는 것은 남성과 동등한 권리를 부정하는 것이며, 이는 여성의 경제적·문화적 삶에의 참여를 방해하는 장애물로 작용한다고 지적한다. 여성은 개발, 인류 복지, 평화를 위해 남성과 모든 영역에서 동등한 존재로서 가능한 한 적극적으로 참여해야 하며, 남성과 여성 간의 완전한 평등을 달성하는 것이 필요하다. 이를 위해 사회와 가정에서 남성과 여성의 전통적인 역할을 재정의하고, 사회 전반에 걸친 여성 차별 문제에 대해 책임 의식을 가져야 하며, 정치, 경제, 사회, 문화 등 모든 분야에서 여성에 대한 차별을 철폐하기 위한 각국의 실질적인 조치 이행이 요구된다.
대한민국에서 여성은 남성과 동일한 법적 권리를 보장받고 있다. 1948년, 여성은 선거권, 운전권, 재산 소유 및 상속권을 포함한 법적 권리를 획득하였다. 또한, 모든 국민은 국민건강보험법에 따라 건강보험의 혜택을 받을 권리를 보장받고 있다. 대한민국은 1980년대 이후 성차별적 요소가 포함된 기존 법률을 개정하거나 폐지함으로써 성평등 구현을 위한 제도적 기반을 마련해왔다.
성불평등과 성 편견을 금지하는 법률의 시행은 여성의 노동시장 참여율을 증가시키는 데 기여하였다.[2] 그러나 한국 사회에서 여성의 지위는 여전히 성평등 실현을 위해 개선의 여지가 많다는 점을 보여준다. 따라서 관련 법률과 공공 정책은 도시의 사회 구조를 근본적으로 개선하는 데 핵심적인 역할을 하며, 지속적인 제도적 노력이 필요하다.
대한민국에서는 2013년 강간죄의 배우자 예외 조항이 폐지되면서, 부부 강간이 불법화되었다.
1995년에 제정되어 한국 여성 정책의 법적 근거로 활용되어 온 「여성발전기본법」은 이후 「양성평등기본법」으로 명칭이 변경되었다. 2014년 5월 법 제정 이후, 2015년 7월 1일 시행까지, 이 개정을 한국 여성 정책의 패러다임 전환으로 해석하려는 다양한 담론이 형성되었다. 그러나 이 과정에서 ‘성(gender)’과 ‘여성’, ‘양성평등’, ‘성인지 관점’ 등 주요 용어들에 대한 이해가 흔들리며, 정치권과 학계 간의 용어 해석에 괴리가 발생하였다. 이러한 상황에서, 한국의 여성 정책이 지금까지 ‘성’을 어떻게 이해해왔으며, 정책이 어떻게 변화해왔는지를 검토할 필요가 제기되었다. 더 나아가, 교차성(intersectionality) 개념을 통해 「양성평등기본법」을 보다 나은 방향으로 발전시키기 위한 방안을 모색하는 연구도 진행되었다.
2021년 한국은 여성 낙태를 범죄화 하지 않기로 결정했다. 임신과 출산에서 여성의 선택권과 자율성을 더 고려하기로 결정했다.
한국의 여성 복지 관련 종사자들을 대상으로 설문조사와 심층 인터뷰를 실시한 연구에서는, 다양한 성인지 질문을 통해 젠더 인식 수준을 조사하고, 가족 내 여성의 성 역할과 성 정체성을 분석하였다. 분석 결과, 여성 복지 정책 전반에 걸쳐 성 인식 수준은 낮았으나, 그 중요성과 필요성에 대한 인식은 높은 것으로 나타났다. 여성 복지 담당자들은 여성의 역할을 ‘부양자(dependent)’ 또는 ‘돌봄 제공자(caregiver)’로 인식하는 경우가 많았으며, 이러한 인식은 정책의 집행 과정에도 반영되는 경향이 있었다.

## 재생산권(여성의 출산 및 임신 자기결정권, 성과 생식 건강과 권리)
이 평론에서는 최근 10년간 대한민국에서 시행된 출산 장려 정책(pronatalist policies)을 살펴보며, 이러한 정책들이 단순히 인구 증가를 목적으로 시행될 경우 여성의 재생산 건강에 해를 끼칠 수 있는 가능성에 대해 평가하고자 한다. 2005년 이후 대한민국은 인공임신중절(abortion)을 포함한 다양한 재생산 기술과 보조생식기술(ART)의 사용을 규제하고 동시에 장려해 왔으며, 이는 인구 증가를 위한 목적에서 비롯된 것이다. 대한민국은 세계에서 가장 낮은 출산율을 기록한 국가 중 하나이다.
1990년~1994년도 부터 2015년~2019년 사이, 원치 않는 임신의 수는 49% 감소하였으며, 같은 기간 낙태율은 46% 감소하였다. 2005년~2009년 사이에는 원치 않는 임신 중 낙태로 종결된 비율이 67%에 달했으며, 이후 62%로 감소하였다.
대한민국 형법은 2021년 1월 1일부로 인공임신중절 관련 처벌 조항이 삭제되었다. 이로써 낙태 진료에 대한 법적 장벽이 제거되었으며, 1953년부터 2020년까지 낙태는 불법으로 간주되었다. 낙태를 한 임신 여성은 최대 1년의 징역형 또는 200만 원 이하의 벌금형에 처해질 수 있었고, 시술을 시행한 의료인은 최대 2년의 징역형을 받을 수 있었다. 그러나 실제로는 낙태가 계속 이루어졌으며, 법은 거의 집행되지 않았다.
이러한 상황은 환자와 의료인 간의 경험 공유, 정보 전달, 상호 지원을 방해하였다. 2019년 4월 11일, 헌법재판소는 해당 낙태죄 조항을 헌법불합치로 판결하였으며, 2020년 말까지 법 개정이 이루어져야 한다고 명시하였다. 그러나 2020년 10월 법 개정안이 발의되었음에도 불구하고, 해당 안은 12월 31일까지 국회에서 처리되지 못하였다.

## 교육

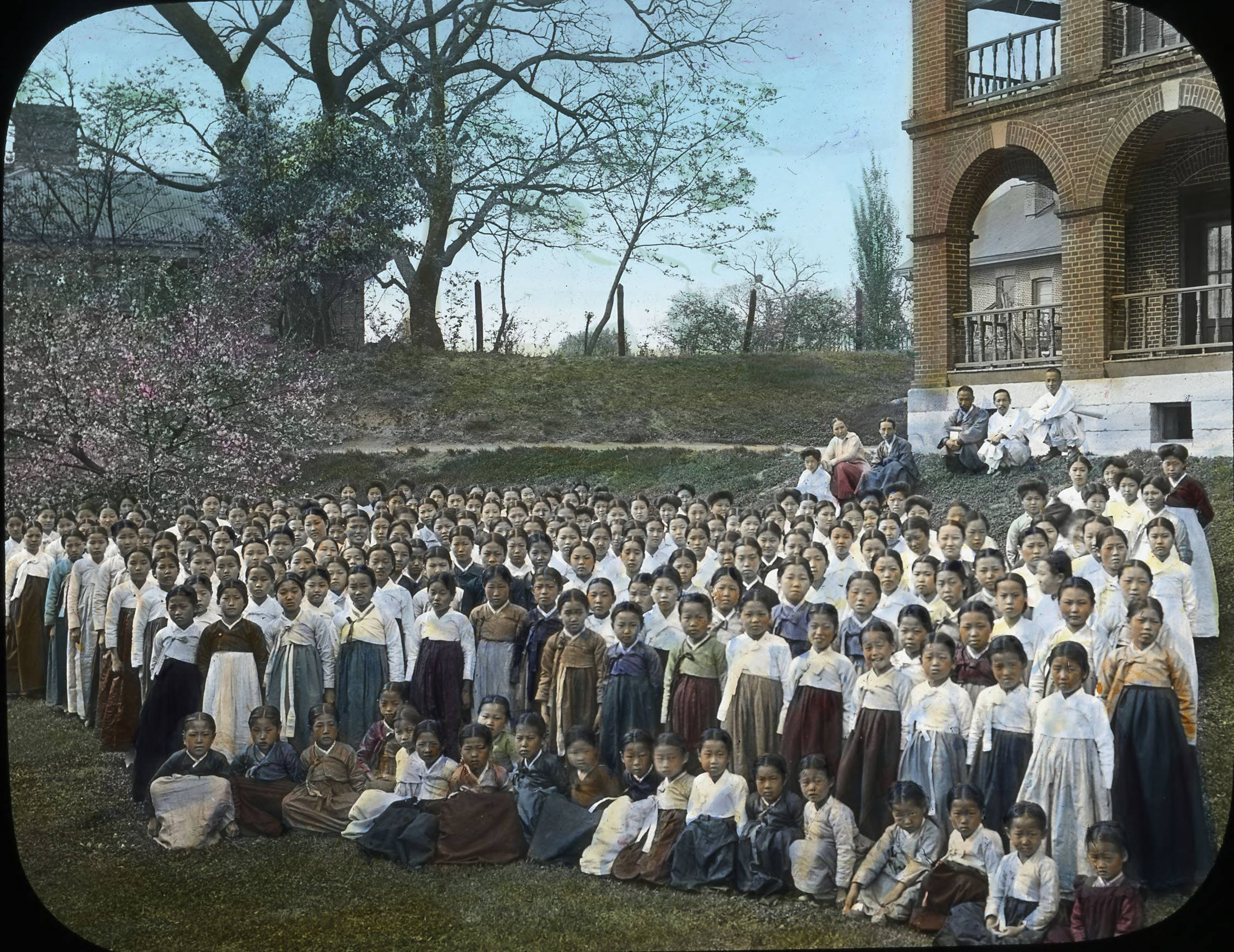
1922년 이전, 이화학당 초등반 여학생들

전통적인 한국 사회에서는 여성과 소녀들이 정규 교육을 받을 기회가 거의 없었으며, 여성의 문해율도 매우 낮았다. 이러한 변화는 19세기 후반부터 20세기 초반에 걸쳐 일어났으며, 서구 기독교 선교사들이 한국에 들어와 여성 교육을 위한 근대적 학교를 설립하면서 시작되었다. 1886년, 감리교 선교사들이 한 초등학교를 설립하였고, 이 학교는 1945년에 대학교로 승격되어 오늘날의 이화여자대학교가 되었다. 이화여자대학교는 현재까지도 대한민국에서 가장 명망 높은 여성 대학으로 알려져 있다.
1890년대에는 총신여학교와 배화여학교 등 여러 여성 학교가 서울에 설립되었다. 1987년 기준으로 대한민국에는 약 10개의 여성 고등교육기관(전문대학, 단과대학, 종합대학 포함)이 존재하였으며, 고등교육을 받는 여성 비율은 28%에 달했다. 같은 해 고등교육을 받는 여성 학생 수는 약 26만 2,500명이었다. 과거에 비해 여성의 고등교육 접근성이 확대되었음에도 불구하고, 1987년 기준 대학 및 전문대학의 여성 교원 비율은 16%에 불과했다.
대학 교육을 받는 여성의 수가 증가함에 따라 그들의 성역할은 어머니와 할머니의 성역할과 다르다는 것을 의미한다. 많은 대학 교육을 받은 여성들은 독립적인 직업을 계획하고 결혼 파트너를 선택할 부모의 권리에 도전한다. 1980년대 후반 대학생과 경찰의 치열한 전투에는 여성 참가자가 포함되었다. Far Eastern Economic Review의 한 특파원은 한 남자 학생 지도자의 말을 인용하여 "짧은 소녀는 매우 강하고 잡기 어렵기 때문에 훌륭한 시위자를 만듭니다"라고 말했다. 정치적으로 활동적인 한국의 여대생들이 1960년대와 1970년대에 보여준 일본인을 따라 육아와 평온한 소비주의의 세계로 진출 할 것인지는 아직 지켜봐야 한다. 그러나 기혼 여성 취업자 수는 1977년 이후 매년 약 12.6%씩 증가하고 있다.
1983년에는 여성(51.8%)이 도시 지역보다 농촌 지역에 취업 한 여성이 37.9% 더 많았다. 농촌 지역에서 일하는 여성의 대부분은 30세 이상이었는데, 젊은 여성 (및 남성)이 도시와 산업 지역으로 이주하여 일자리를 찾는 경향이 있기 때문이다.
한국의 공식 통계에 따르면 1988년까지 여성의 43.6%가 일하고 있다. 그러나 하층 여성의 전망은 종종 암울했다. 경제적으로 살아남기 위해 어쩔 수 없이 연예산업의 일원이 되는 경우도 있었다. 한 추정에 따르면, 매춘부, 술집, 안마시술소, 디스코, 그리고 대만 스타일로 알려진 이발소들이 비록 모두 매춘부는 아니지만 100만 명이나 되는 여성들을 고용하고 있다고 한다. 학대와 착취의 이 지하세계는 여성 운동가들에 의해 비판되고 노출되기 시작했다.
현대 대한민국 사회에서는 헌법이 여성의 교육 기회를 보장하고 있으며, 성별에 따른 차별 없이 교육을 받을 권리를 명시하고 있다. 1970년 기준 전체 문해율은 87.6%였으며, 2002년 추정치에 따르면 문해율은 97.9%로 증가하였고, 이 중 여성은 96.6%, 남성은 99.2%의 문해율을 기록하였다. 2008년 추정치에 따르면, 초등학교와 중학교의 취학률은 약 99%, 고등학교 취학률은 약 96.6%로 나타났다.

## 가정 생활

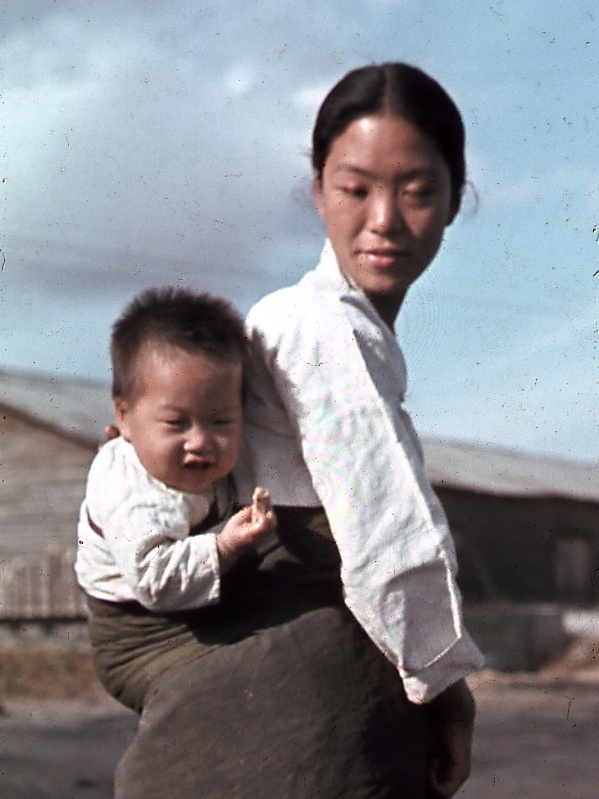
1945년, 서울 근교 시골에서 어머니와 자녀

산업화로 인한 사회의 급격한 변화에도 불구하고, 가부장적 가족 규범의 오랜 영향으로 인해 성평등한 가족 문화는 아직 뚜렷하게 형성되지 않았다. 특히 산업화 과정을 통해 강조된 가족주의(familism)는 개인보다는 가족 전체의 안정과 이익을 중시하는 가족 중심적이며 가부장적인 성격을 유지해 왔다. 이러한 가족주의는 여성의 고유한 권리를 가족 내의 부차적 존재로 규정함으로써 침해하는 결과를 낳았다. 여성의 권리가 억압되어 온 한국의 역사 속에서, 가족생활 문화는 성 불평등을 강화하고 재생산하는 역할을 해왔다. 예를 들어, 전통적인 결혼과 친족 제도는 여성을 가부장제의 대상으로 취급하며, 제사 참여, 상속, 재산 소유 등으로부터 여성을 배제해 왔다. 그러나 최근에는 호주제 폐지 논의가 활발히 이루어지며, 중요한 사회적 쟁점으로 부각되었다.
2015년 2월부로 간통죄는 위헌 판결에 따라 대한민국에서 더 이상 불법이 아니게 되었다.

### 새로운 가족 구조
대한민국은 일제로부터 독립한 이후 자유민주주의 국가로 수립되었으며, 여성은 헌법상 평등한 기회를 보장받고 교육, 노동, 공적 생활에 참여할 권리를 얻게 되었다. 여성 교육을 위한 다수의 학교가 설립되었으며, 이들 학교에서 교육받은 여성들은 예술, 교육, 경제 활동 등 다양한 분야에서 활동하게 되었다. 또한, 여성들은 다른 여성들과 함께 성평등에 대한 논의에도 참여하였다. 전문 직종에 진출한 여성의 비율은 꾸준히 증가하였으며, 이는 특히 국내총생산(GDP)의 증가 측면에서 사회에 의미 있는 기여를 하고 있다.
여성들이 경제 활동에서 더 큰 역할을 맡게 되면서 여성의 교육 수준도 함께 향상되었고, 이는 전문직 진출의 기회 확대로 이어졌다. 1973년, 한국의 여성 단체들은 1957년 제정된 차별적 가족법 개정을 목표로 ‘가족법 개정을 위한 범여성사회’를 결성하였다. 이 운동은 20세기 후반 내내 여성운동의 중심 과제로 남았으며, 1991년 가족법의 대대적인 개정을 이끌어내는 데 기여하였다.
한국의 가족 구조, 특히 이성애 중심의 결혼제도에 기반한 주거 및 대출 시스템은 여성들이 개인적 사생활과 공간적 독립을 확보하는 데 있어 어려움을 드러낸다. 이는 송재숙(Jesook Song)이 지적한 바와 같이, 여성들이 전통적인 가족 패턴에서 벗어나 공간적으로 독립해 나가는 과정 속에서 발생하는 문제이기도 하다.
통계청(KOSTAT)이 발표한 2019년 인구주택총조사에 따르면, 한국에서 1인 가구는 전체 가구의 30.2%를 차지하였으며, 1~2인 가구는 전체 가구의 58.1%로 나타났다. 이는 2018년 56.5%에서 1.5% 증가한 수치이다. 또한, 20대 청년층 사이에서는 가족을 형성하기보다는 학업 및 직장생활에 집중하려는 경향이 나타나고 있다. 과거와 달리, 미혼 상태에 대한 사회적 낙인은 점차 줄어들고 있으며, 한국 사회에서 미혼은 자립성과 자기 존중의 상징으로 인식되는 경향도 확산되고 있다.

### 가족 내 여성의 역할
이러한 사회 재생산(social reproduction)의 혜택은 여성의 권력 감소를 대가로 이루어졌다는 평가도 존재한다. 그러나 한국 사회에서 여성의 어머니로서의 역할은 단순히 수동적이거나 희생적인 것으로만 이해되어서는 안 된다. 많은 한국 여성들은 자신을 중간 정도의 중요성을 가진 존재로 인식하며, 어머니로서의 역할이 사회적 위치를 강화하는 수단이 되기도 한다. 이를 통해 자신의 자원과 위치를 동원할 수 있는 영향력을 확보하기도 한다.

### 매니저 엄마
‘매니저 엄마(Manager Mother)’라는 표현은 대한민국의 교육 환경에서 새롭게 등장한 모성상(maternal figure)이다. 특히 신자유주의적 교육 환경 변화는 가족 내에서 어머니의 역할을 단순한 양육자에서 교육 지원자로 강화·진화시키는 결과를 낳았다.
한국 사회에서 어머니들은 다양한 별칭으로 불리는데, 그 중에서도 대표적인 용어가 바로 ‘매니저 맘(Manager Moms)’이다.
이들은 자녀의 학업, 성적(GPA), 명문대 진학 전략 등을 체계적으로 관리하며, 이들의 능력은 얼마나 많은 교육 정보를 보유하고 활용할 수 있는지에 따라 평가된다.
이러한 관리 과정은 영유아 보육기관 단계부터 시작되며, 자녀가 엘리트 대학을 졸업하게 되면 화이트칼라 직종에 진출할 가능성이 높아진다. 이처럼, 매니저 엄마의 역할은 자녀의 미래 성공을 위한 전략적 행동으로 해석되며, 자녀의 성공은 가족 전체의 계층 유지 혹은 상승의 수단이 된다. 따라서 가족의 상향 이동성(upward mobility)은 이들 어머니의 손에 달려 있다고도 평가된다.
이러한 현대 모성성(maternal subjectivity)은 비판과 연민을 동시에 받는다. 어떤 시각에서는 이들을 자녀의 성공에 집착하며 사회적 한계를 넘는 존재로 보며, 또 다른 시각에서는 경쟁 중심의 교육 시스템에 희생된 대상으로 본다. 일반적으로 매니저 엄마가 되기 위해서는 중산층 전업주부로서 경제적·문화적·사회적 자원이 충분히 확보되어야 한다. 이로 인해 맞벌이 여성이나 노동계층 어머니들은 상대적인 박탈감을 느끼고, 자녀에 대한 책임감 부족으로 인식되기도 한다. 이러한 매니저 엄마의 등장은 현대 한국 가족의 형성과정의 일부로 평가된다.

## 직업 생활
《이코노미스트(The Economist)》가 2013년 발표한 유리천장 지수(Glass Ceiling Index)에 따르면, 한국은 여성 친화적 직장 환경을 나타내는 5가지 지표에서 OECD 국가 중 최하위를 기록하였다. 이는 고위직에 종사하는 여성 비율이 매우 낮기 때문으로 분석된다.
여성의 노동시장 진입은 눈에 띄게 증가해왔다. 1995년 여성 경제활동 참가율은 47.6%였으나, 2014년에는 57%로 증가하였다. 그러나 여성 고용률의 증가에도 불구하고 임금 격차 해소로는 이어지지 않았으며, 2013년 기준 성별 임금 격차는 36.3%로, 조사 대상 OECD 국가 중 가장 큰 격차를 기록하였다.
기나몬(Ginamon)과 리치(Rich)에 의해 개발·수정된 ‘일-가정 갈등 척도(Work-Family Conflict, WFC)’를 한국의 기혼 여성 직장인에게 적용하는 연구가 수행되었다. 이 척도는 ‘일 → 가정’, ‘가정 → 일’의 양방향 갈등을 모두 고려함으로써 여성이 직장과 가정에서 수행하는 다양한 역할을 분석할 수 있도록 하였다. 연구 결과, 일-가정 갈등과 일-가정 조화 간의 부적 상관관계가 확인되었으며, 이는 척도의 타당성을 입증하였다. 또한, 일-가정 갈등이 심할수록 여성의 직무 만족도가 감소한다는 결과도 함께 도출되었다. 이러한 경향은 여성 근로자의 직장은 ‘임시적 공간’이라는 고정관념으로 이어지기도 한다.
오늘날 여성도 가계 소득에 기여하는 것은 사회적 통념으로 정착되었지만, 경제적 부담의 대부분은 여전히 남성에게 집중되는 경향이 있다. 여성은 여전히 돌봄 역할의 많은 부분을 담당하고 있으며, 중간 관리자급 또는 고위직에서 자발적으로 퇴직하는 여성의 절반 이상이 가족 책임을 이유로 들고 있다. 특히 대학 교육을 받은 여성일수록 자녀 양육에 더 많은 시간과 자원을 투자하는 경향이 있다. 이러한 현실 속에서 대한민국 정부는 저출산 문제 대응의 일환으로 여성의 경력 단절 문제 해결을 위한 정책을 적극 추진하고 있다. 예를 들어, 정부는 기업에 보육시설 설치를 위한 대출이나 보조금을 제공하며, 현재 전체 기업의 절반 이상이 이를 운영 중이다. 또한, 연간 30일 이상의 육아휴직 제공, 시간제 근무 허용, 육아휴직 후 여성 재고용 등을 실시하는 기업에 정부 보조금이 지급되고 있다.
이러한 노력에도 불구하고, 실제로 지원 제도를 정기적으로 활용하는 여성은 해당 위치에 있는 여성 전체 중 소수에 불과하다. 이러한 선택에 영향을 미치는 주요 요인 중 하나는 출산율 감소이다. 한국의 합계출산율은 가구당 1.19명으로, 가족이 양육하는 자녀가 1명 또는 2명에 불과하기 때문에 자녀 1인당 교육 및 돌봄의 질에 더욱 중점을 두게 된다.
여성 근로자가 직장 내에서 성차별을 인식하게 되는 요인을 개인적, 가족적, 관계적, 환경적 특성으로 구분하여 종합적으로 분석한 결과, 상사 및 리더에 대한 인식과 그들과의 관계가 여성의 성차별 인식에 있어 중요한 요인으로 나타났다.
한국의 젠더 체계는 비정규직 여성 근로자들의 노동시장 및 복지국가와의 구조적 관계 속에서의 사회권에 영향을 미치는 기반으로 작용한다. 한국의 여성 비정규 노동은 주로 ‘임시직’ 형태로, 고용 불안정, 저임금, 장시간 노동, 국가 및 기업 복지로부터의 배제 등의 특징을 갖는다. 사회적 관점에서 볼 때, 근로자, 부모, 배우자, 시민으로서의 모든 권리—임금 노동, 무급 노동, 돌봄 권리 등—이 취약한 상태에 놓여 있다. 지금까지는 여성 비정규직이 남성 비정규직보다 더 불리한 처우를 받는 이유로, 여성을 돌봄 제공자이자 보조적 노동자로 규정하는 젠더 체계의 영향이 주요 원인으로 해석되어 왔다. 이와 관련해, 남성 생계부양자 모델에 기반한 시스템에서 일부 중산층 기혼 여성만이 실질적 무급노동의 반대급부로 일정한 보호를 받고 있으며, 이는 ‘전형적 남성 생계부양자 모델’이 아니라 ‘계층화된 남성 생계부양자 모델’로 해석할 수 있다. 여성 비정규직의 사회권이 취약한 이유는 사회보험 중심의 복지국가 구조, 이중 노동시장 체계, 성별에 기반한 젠더 체계라는 세 가지 구조적 요소가 밀접하게 얽혀 있기 때문이다. 이 중 가장 중요한 것은 이중 노동시장 체계로, 이 구조적 문제를 해결하지 않고서는 여성 비정규직의 사회권 개선은 어렵다는 평가가 제기되고 있다.
현대 사회에서 여성에 대한 유리천장(glass ceiling)도 점차 시험받고 있다. 2012년, 삼성은 3명의 여성을 임원으로 승진시켰으며, 이는 동종 대기업 내에서는 이례적인 사례였다. 삼성은 앞으로 전체 임원의 10% 이상을 여성으로 구성하겠다는 목표를 발표하기도 했다.
2013년에는 권선주가 대한민국 최초의 여성 은행장으로 선임되었으며, 국책은행인 기업은행의 은행장으로 취임하였다.
2021년, 배우 윤여정은 한국 배우 최초로 아카데미상 여우조연상 후보에 올랐고, 영화 《미나리》에서 손자 손녀의 할머니 순자 역을 맡아 아카데미 여우조연상을 수상하였다. 《미나리》는 미국으로 이주한 한국계 가족의 정착기를 다룬 영화로 주목을 받았다.

## 여성 운동
한국의 여성운동은 1890년대 찬양회의 설립으로 시작되었으며, 이후 여성 교육의 확대와 성별 분리 및 차별 관행 철폐를 중심으로 활동한 다양한 단체들이 결성되었다.
1910년 일제강점기 때에 한국이 일본의 식민지가 되면서 여성 단체들은 일본 정부에 의해 해산되었고, 이에 많은 여성들이 지하 저항 조직에 참여하게 되었다. 대표적인 조직으로는 여성애국동지회(여성 애국 동지회)와 대한애국부인회(대한 애국 부인회) 등이 있다. 이러한 활동을 계기로 여성의 사회적 역할도 점차 변화하기 시작하였다.
1945년 해방과 한반도 분단 이후, 한국의 여성운동은 남북으로 분리되었다. 북한에서는 모든 여성운동이 조선민주여성동맹으로 통합되었으며, 남한에서는 1959년 한국여성단체협의회(Korean National Council of Women)가 결성되어 여성운동을 통합하였다. 이 단체는 1973년, 1957년에 제정된 차별적인 가족법을 개정하기 위해 ‘가족법 개정을 위한 범여성사회’를 조직하였다. 이 운동은 20세기 후반 내내 주요 여성운동의 과제로 남았으며, 1991년에 이르러서야 본격적인 가족법 개정이 이루어졌다.

## 미투(#MeToo) 운동
대한민국에서는 비교적 최근에 페미니즘 개념이 본격적으로 확산되었으며, 그와 동시에 미투(#MeToo) 운동 역시 뿌리를 내렸다. 성폭력 피해자들의 증언 이후, 일부 정치인과 연예계 유명 인사들이 공직 및 직위에서 물러나는 사례가 발생하였다. 2018년 1월 말 기준, 언론 보도의 부족으로 인해 한국 내 미투 운동은 본격적으로 확산되지 않은 상태였으나, 이후 수십 명의 유력 공인들이 주목을 받는 사건들이 이어지며 사회적 관심이 높아졌다. 대한민국은 현대적인 경제 및 기술 발전을 수용하는 동시에 강한 가부장적 전통을 유지하고 있는 사회로, 이러한 배경 속에서 미투 운동의 등장은 의미 있는 변화로 평가된다.
한국 역사상 대통령 내각 구성원 중 여성 비율이 30% 이상을 기록, 가장 높은 수치를 기록하였다. 정부는 직장 내 성희롱 및 성폭력에 대한 처벌을 강화하는 새로운 조치를 시행하겠다고 발표하였다. 미투 운동은 기존의 여성운동이 어느 정도 자리 잡고 있던 한국 사회에서 특히 큰 영향을 미쳤으며, 이로 인해 관련 법과 정책에도 변화가 나타났다. 또한, 정책 변화 요구와 오프라인 시위를 조직하기 위한 수단으로 SNS와 같은 소셜미디어 플랫폼이 적극적으로 활용되었다.

## 군대 내에서의 여성

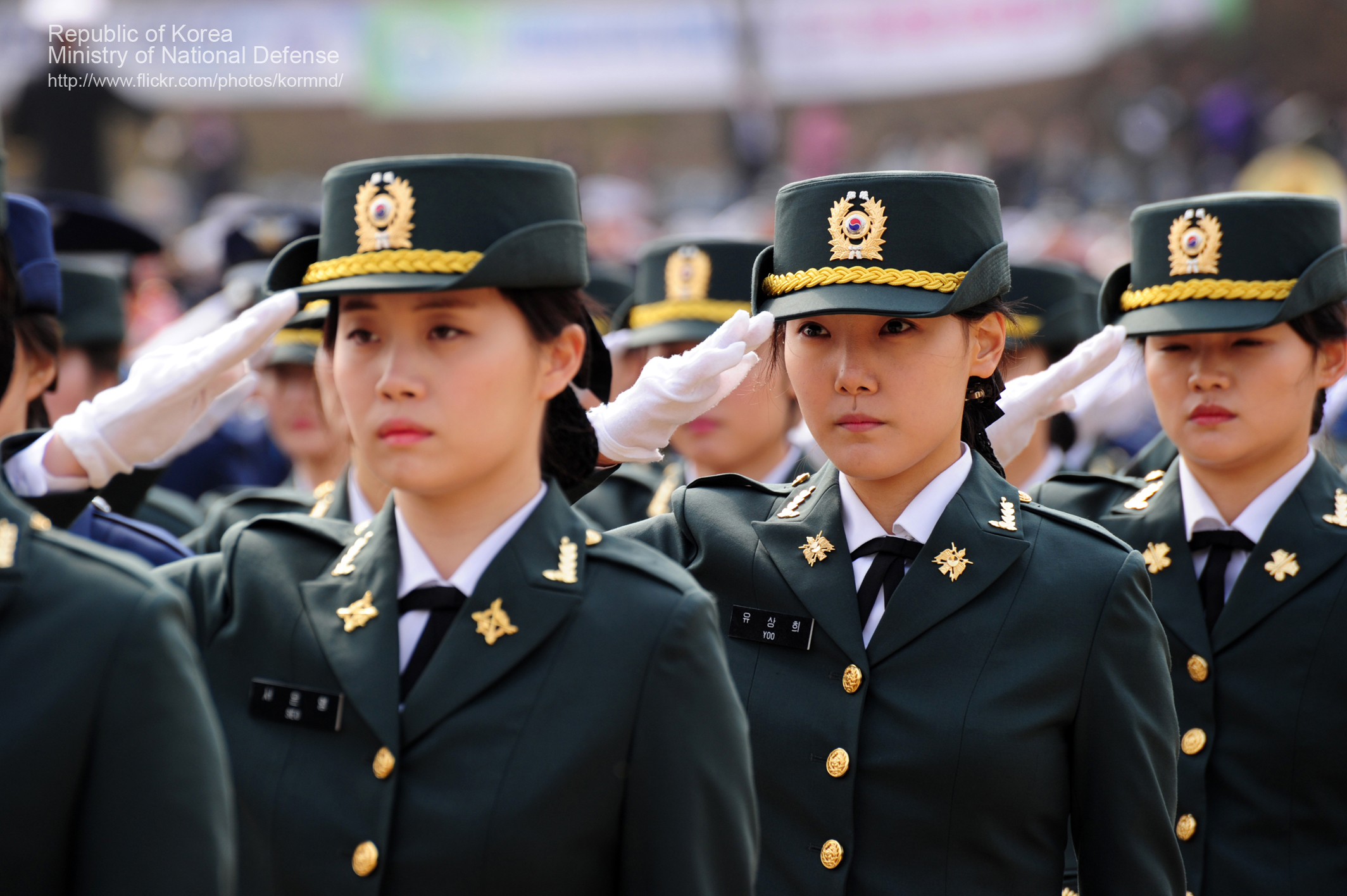
2013년 임관식 당시 남한 군대의 여성 군인들

대한민국의 병역제도는 1957년부터 시행되어 왔으며, 현재 18세에서 28세 사이의 남성은 의무 군복무를 해야 한다. 여성은 1950년부터 대한민국 군에 참여할 수 있게 되었으며, 현재까지도 의무 복무 대상은 아니지만 자원입대는 허용되고 있다. 2002년 기준으로 대한민국 육군에 복무 중인 여성 군인은 약 2,100명으로, 전체 병력의 1% 미만이었다. 2010년에는 여성 군인 비율이 전체의 약 3.5%였으며, 2020년에는 약 7,550명의 여성 군인이 복무하고 있어, 전체 병력의 약 8.8%를 차지하였다.
한국전쟁 발발 직후인 1950년, 최초의 여성 군인 집단이 자원입대하였다. 약 500명의 여성 자원군이 조직되어 남성 전투부대를 보조하였으며, 이들은 기초 군사훈련을 받았지만 주로 선전 및 통신 업무에 투입되었다. 이 자원부대는 1951년에 해산되었고, 모든 여성 군인은 전역하였다. 이후 1955년, 여군 교육대(여성 군사훈련소)가 설립되어 여성 군인 양성을 위한 전문 기관으로 운영되었으며, 이 시기 여성은 통신, 속기, 타자 등의 업무에 주로 배치되었다. 당시에는 여성의 군 복무가 제한적이었고, 남성 군인과 같은 수준의 책임이 부여되지 않았다. 여성 군인이 남성만큼 전투 능력을 발휘할 수 없다는 인식이 강했으며, 많은 여군 장교들이 기초군사훈련의 신체적 강도에 어려움을 겪었다.
1980년대에는 군사정권에서 민간정권으로의 이양과 함께, 성평등 문제가 국가 정책 의제에 포함되었다. 이 시기 여성 단체들은 공공 고용 및 군대 내 여성 대표성 확대를 요구하였으며, 이에 따라 여성의 참여 비율은 점차 증가했으나 즉각적인 평등은 달성되지 않았다. 1988년 이전에는 여성 군인이 임신할 경우 자동 퇴직해야 했으며, 임신한 여성은 복무 부적합자로 간주되었다. 그러나 1988년 남녀고용평등법이 제정되면서, 임관 장교 및 상사 계급 이상의 부사관은 임신 상태에서도 복무할 수 있게 되었다. 1990년 이후, 여성 군인의 역할과 책임이 점차 확대되었으며, 오늘날 여성 입대자는 남성과 동일한 기초군사훈련을 이수하고 있다. 단, 체력검정 기준은 남녀 간 차이를 둔 별도 기준을 적용하고 있다.

## 성매매
대한민국에서 성매매는 불법이지만, 광범위하게 이루어지고 있는 것으로 여겨진다. 한국 여성과 소녀들은 국내 성매매 인신매매의 피해자가 되기도 하며, 이들은 전국의 사창가, 업소, 가정, 호텔 등 다양한 장소에서 성폭행, 신체적·정신적 학대를 경험하고 있다.
2003년, IMF 금융위기에서 회복된 이후, 15세에서 29세 여성의 실업률은 12%에 달했다. 2006년에는 20세에서 29세 여성들이 전체 실업자의 40%를 차지하였으며, 이는 약 34만 명에 해당하는 수치였다. 여성 실업률의 지속적인 상승은 대한민국 성매매 산업의 성장에 영향을 미친 요인 중 하나로 평가된다. 성매매에 종사하는 여성은 약 50만에서 100만 명으로 추산되며, 이는 전체 여성 중 약 25명 중 1명에 해당하는 수치이다. 성매매 산업의 확산은 '박카스 할머니(Bacchus Ladies)'라는 독특한 현상을 낳기도 했다. 박카스 할머니는 에너지 음료 '박카스'를 판매하면서 성적인 서비스나 다른 형태의 호의를 함께 제공하는 고령 여성들로, 이 용어는 판매 제품에서 유래되었다.
대한민국 형법은 2013년 6월에 처음으로 여성을 강간 가해자로 인정하였으며, 2015년에는 한국 최초로 여성이 강간 혐의로 기소되었다. 해당 여성은 언론에 전(Jeon)이라는 성으로만 알려졌으며, 남성을 성적으로 학대한 혐의로 체포된 첫 사례이기도 하다.

## 여성 대상 범죄

### 몰래카메라 범죄
몰래카메라(일명 '몰카')는 대한민국에서 지속적인 사회 문제로 지적되고 있으며, 특히 여성과 소녀를 불법 촬영하는 행위가 큰 문제로 부각되어 왔다. 기술의 발전과 함께 카메라는 점점 작아졌고, 볼펜, 열쇠고리, USB 등 일상 용품처럼 보이는 형태로 위장되기도 한다. 이러한 소형 몰래카메라는 공중화장실, 모텔, 헤어드라이어, 텔레비전 등에 설치되는 경우가 많다. 2013년부터 2017년까지 매년 6,000건 이상의 몰카 범죄가 경찰에 신고되었다.
가해자들은 이처럼 촬영한 사진이나 영상을 유포하거나 판매하기도 하며, 일부는 온라인 스트리밍 형태로 송출되기도 한다. 피해 대상을 무차별적으로 선택하는 경우도 있지만, 일부는 유명 연예인, 공무원, SNS 인플루언서 등 유명인을 의도적으로 노리기도 한다.
몰카 범죄는 심각한 인권 침해이자 사생활 침해이며, 피해자에게 지속적인 심리적 충격과 불안감을 유발할 수 있다. 일부 피해자는 누군가 자신을 지켜보고 있다는 공포를 느끼며, 스트레스, 음주, 심지어 자살에 이르는 사례도 보고되었다. 기존 법률에 따르면, 최대 18개월의 징역형이 부과될 수 있었으나, 개정 후에는 최대 3년까지 형량이 연장되었으며, 이는 촬영자뿐 아니라 해당 영상을 소지한 자까지 포함된다.
2018년 6월, 문재인 대통령은 이 범죄에 대한 처벌을 더욱 강화, 최대 징역 5년 또는 벌금 1,000만 원으로 상향하였다. 2017년에는 6,400건 이상의 불법 촬영 범죄가 신고되었으며, 이는 2012년의 2,400건보다 크게 증가한 수치이다. 2012년부터 2016년까지 총 26,000건 이상의 범죄가 신고되었다. 그러나 공중화장실이나 시설물을 점검할 공무원이 부족하고, 장비가 일시적으로 설치되었다 사라지는 경우가 많아 정부 기관이 몰카를 적발하기는 쉽지 않다는 한계가 있다.

### 온라인 성폭력
2021년, 대한민국에서는 ‘N번방 사건’이라 불리는 디지털 성범죄 사건이 발생하였다. 가해자들은 텔레그램 등 메신저 앱을 이용해 피해자를 유인·협박하고, 성 착취 영상을 촬영·유포하였다. 이 사건을 계기로 한국 사회에서는 디지털 성범죄 대응 방안에 대한 연구가 활발히 진행되었다. 해당 연구들은 디지털 성범죄에 대한 처벌이 미약하며, 이를 여성에 대한 폭력이자 범죄로 간주해야 한다고 강조한다. 불법 촬영에 대한 처벌 강화, 적극적인 수사, 영상 유포 차단 기술의 활용 등이 제안되었으며, 불법 영상 시청자에 대한 처벌 필요성도 제기되었다.
2021년 6월 16일, 국제 인권 NGO인 휴먼라이츠워치(Human Rights Watch)는 대한민국의 디지털 성범죄 실태에 관한 보고서를 발표하였다. 보고서에 따르면, 대한민국의 디지털 성범죄는 만연해 있으며, 피해가 물리적으로 발생하지 않는다는 이유로 수사기관이나 입법기관이 이를 경시하는 경향이 있다고 지적하였다. 특히, 2019년 디지털 성범죄 기소율은 43% 이상 감소하였고, 2020년 유죄 판결을 받은 이들 중 79%는 집행유예 또는 벌금형에 그쳤다.

## 같이 보기
- 국립여성사전시관 - 대한민국 고양시 여성사 박물관
- 대한민국의 성 불평등
- 한국의 미를 보는 시선
- 대한민국의 가정폭력(영어판)
- 대한민국의 여성 노동조합 활동(영어판)
- 여성의당